# Phrynus kennidae
Espèce
Phrynus kennidae est une espèce d'amblypyges de la famille des Phrynidae.

## Distribution
Cette espèce est endémique de la province de Pedernales en  République dominicaine,.

## Description
La femelle holotype mesure 10,2 mm.

## Étymologie
Cette espèce est nommée en l'honneur de Kennida Y. Polanco.

## Publication originale
- Armas & Gonzalez, 2002 : Los amblipígidos de República Dominicana (Arachnida: Amblypygi). Revista Iberica de Aracnologia, vol. 3, p. 47-66 (texte intégral).